# Anchotatus brevicornis
Anchotatus brevicornis är en insektsart som först beskrevs av Andrew Nelson Caudell 1912.  Anchotatus brevicornis ingår i släktet Anchotatus och familjen Proscopiidae. Inga underarter finns listade i Catalogue of Life.